# فيكتور فونتانييه
فيكتور فونتانييه :(بالفرنسية:  Victor Fontanier)‏(1857-1796م). دبلوماسي، وعالم طبيعية، ورحالة فرنسي.

## السيرة
ولد فونتانييه بمدينة سانت فلور (كنتال) الفرنسية في 23 سبتمبر 1796م، ودرس في مدارسها، ثم درس الصيدلة، وبعدها إنضم إلى المتحف الوطني للتاريخ الطبيعي في باريس.

## الرحلة
وفي عام 1821م، تم تعيينه ملحقاً في السفارة الفرنسية في فارسل إلى القسطنطينية كعالم طبيعة. في 10 أكتوبر غادر مرسيليا ليلتحق بعمله، وعند وصوله بدأ بإجراء إستكشافات واسعة، ولكن كانت للسياسة الأولوية على الجغرافية والعلوم الطبيعية. في عام 1826م، قام برحلة إستكشاف إلى شمال الأناضول لمدة خمسة أشهر فوصل طرابزون ومنها إلى أرضروم فكان على جبال لازيستان. ولكن بسبب إنتشار وباء الطاعون إضافة إلى التوترات والأوضاع القلقة التي سادت هناك. قرر فونتانييه العودة إلى القسطنطينية فسار متتبعا مجرى نهر قرة صو وهو أحد روافد نهر الفرات، الذي يمر من خلال مناطق سيواس، توقاد، أماسية، عثمانجك، طوسيه، بولو، إزميد وأخيراً أسكدار قبل ان يصل إلى العاصمة.
في عام 1827م، وفي خضم حرب الاستقلال اليونانية زار فونتانييه جزيرة خيوس، وجزيرة ناكسوس، وجزيرة سانتوريني، وجزيرة بوروس والتقى الأدميرال اللورد كوكرين، وتشارلز نيكولاس فابفير. وبلغ جزيرة سيروس وفيها وصله خبر هزيمة الأتراك في معركة نافارين وخسارتهم مدينة ميتيليني ومدينة إزمير حيث إنطلق بهذا الخبر إلى فرنسا، وكان ذلك عام 1828م. عاد إلى طرابزون عام 1830م، باعتباره المسؤول عن إعادة تأسيس القنصلية الفرنسية فيها. وفي عام 1830م، سافر إلى منطقتي لازيستان، ومينغريليا لجمع معلومات سياسية. وبالتالي فهو مر بمدن سورمنه، أوف، وريزا، ومابفاريا (لازيستان)، وهوبا، قونية، حتى باطوم (مينغريليا).
وفي عام 1833م، أصبح مسؤولا عن مهمة سياسية في منطقة الخليج العربي، وبداية في فبراير 1835 م، غاددر القاهرة حيث انه صعد من نهر النيل وإنطلق نحو القصير على البحر الأحمر. ثم زار جدة، والحديدة، والمخا، فوصل مومباي ومنها انطلق نحو ميناء بندر عباس، ووصل جزيرة هرمز، ومنها إلى جزيرة خرج، حتى وصل إلى بوشهر. ثم عبر شط العرب ليصل إلى البصرة حيث عين نائبا للقنصل الفرنسي فيها. وبعدها أخذ مركبا وسار صعودا عكس تيار نهر دجلة حتى وصل إلى بغداد. أصبح قنصل فرنسا في مومباي عام 1838م، فغادر البصرة في 16 يناير، فتوقف في مطرح، حيث أصيب بالحمى وارتفعت حرارة جسمه، وكان لزاما عليه ركوب البحر وبسرعة للوصول إلى مومباي.
في عام 1840م، قام بزيارة مراكز تجارية برتغالية، قديمة على ساحل مليبار، وكذلك قام بجولة تفقدية لمستعمرة ماهي.
وفي عام 1842م، انطلق إلى كلكتا، فعبر هضبة الدكن، وزار بلكاد، وكويمباتور، وسالم، ووصل إلى بونديتشري في 12 يناير. وبعدها واصل زياراته حتى وصل إلى كودالور، ثم مدراس وترك (بونديتشري) في 12 يوليو، ليعود إلى فرنسا فمر بجزيرة لا ريونيون، ثم جزيرة سانت هيلينا، حتى وصل إلى نانت. في عام 1846م، عين نائبا لقنصل فرنسا في سنغافورة، وكلف بدراسة السياسة البريطانية والهولندية في إمكانية حصوله على تصريح بالذهاب إلى جاوة. وبعدها بقي في فرنسا فلم يغادرها حتى رببع عام 1847م، فكان في القاهرة في شهر مايو حيث حضر تسليم وسام الشرف إلى محمد علي باشا، وبعدها ذهب إلى السويس، وعدن، سيلان، ثم بينانق قبل الوصول إلى سنغافورة. وفي نهاية عام 1847م، تمكن أخيرا من زيارة جاوة، وكان من المقرر له دراسة نظام جزر الهند الشرقية الهولندية. ذهب إلى جزيرة بانغكا، ثم وصل باتافيا، وعند وصوله إلى بوكور إستقبله حاكم المدينة. زار فيكتور فونتانييه وسط جزيرة جاوة وجبل ميرابي. وصلت إليه أخبار واحداث قيام الثورة الفرنسية كان عليه العودة إلى فرنسا وكان ذلك في ديسمبر 1848م، لكن حكومة الجمهورية الفرنسية منعت دخوله فرنسا، فاصبح بحالة بائسة، حيث اضطرته الحاجة إلى بيع معظم مقتنياته ليعيش عليها. وهذه المقتنيات كان ينوي بيعها إلى المتحف الوطني للتاريخ الطبيعي في باريس. في عام 1852م، عاد إلى مكانته السامية، بعد ان عين قنصلاً في سانتا مارتا (كولومبيا).

## وفاته
توفي فيكتور فونتانييه في مدينة تشيفيتافيكيا الإيطالية في 26 مايو 1857م.

وهو والد الدبلوماسي هنري فيكتور فونتانييه.

## أعماله
للرحالة والدبلوماسي فيكتور فونتانييه أعمال ومؤلفات عديدة منها:
- رحلة إلى الشرق قام بها بأمر من الحكومة الفرنسية من عام 1821 إلى 1829 ومن عام 1830 إلى عام 1833 : (1829-1934).[5]
- رحلة إلى الهند والخليج الفارسي عبر مصر والبحر الأحمر : (1844-1846).[6]
- رحلة إلى الأرخبيل الهندي: (1852).[7]